# Liste der Stolpersteine in Frankenberg/Sa.
Die Liste der Stolpersteine in Frankenberg/Sa. enthält die Stolpersteine, die im Rahmen des gleichnamigen Kunst-Projekts von Gunter Demnig in Frankenberg/Sa. im Landkreis Mittelsachsen verlegt wurden.

## Hintergrund
Die Initiative zur Verlegung der Stolpersteine kam vom Verein „Initiative für Demokratie ohne Extremismus Mittelsachsen“. Bei der ersten Verlegung im Jahr 2014 waren anwesend der Bürgermeister Thomas Firmenich und Stadträte der Stadt. Am 4. November 2024 wurden weitere vier Stolpersteine im Ortsteil Sachsenburg – unweit des ehemaligen KZ Sachsenburg – im Beisein des Bürgermeisters Oliver Gerstner verlegt.

## Liste der Stolpersteine
| Bild | Adresse                                        | Verlegedatum | Person, Inschrift | Kurzvita/Anmerkungen |
| ---- | ---------------------------------------------- | ------------ | --- | --- |
|      | Freiberger Straße 1 09669 Frankenberg/Sa. Lage | 5. Aug. 2014 | Hier wohnte Wilhelm Sielmann Jg. 1883 unfreiwillig verzogen 1937 Chemnitz deportiert 1942 Belzyce ermordet                                        | Wilhelm Sielmann (* 8. Juni 1883 in Schadzau/Westpreußen), seit der Hochzeit 1912 in Frankenberg, Geschäftsführer des Konfektionshauses Modebazar B. Ascher seiner Schwiegereltern, am 10. Mai 1942 mit seiner Ehefrau ins Ghetto Belzyce deportiert |
|      | Freiberger Straße 1 09669 Frankenberg/Sa. Lage | 5. Aug. 2014 | Hier wohnte Paula Sielmann geb. Ascher Jg. 1883 unfreiwillig verzogen 1937 Chemnitz deportiert 1942 Belzyce ermordet                              | Paula Sielmann, geb. Ascher (* 3. Mai 1883 in Annaberg) |
|      | Freiberger Straße 1 09669 Frankenberg/Sa. Lage | 5. Aug. 2014 | Hier wohnte Herta Lieselotte Lewi geb. Sielmann Jg. 1914 Flucht 1939 Holland interniert Westerbork deportiert 1945 Bergen-Belsen befreit/überlebt | Herta Lieselotte Lewi, geb. Sielmann (* 1914), emigrierte nach Israel |
|      | Freiberger Straße 1 09669 Frankenberg/Sa. Lage | 5. Aug. 2014 | Hier wohnte Ruth Sielmann Jg. 1918 unfreiwillig verzogen 1937 Chemnitz Flucht 1939 Palästina                                                      | Ruth Sielmann (* 1918), emigrierte nach Israel |
|      | Mittweidaer Straße 8, Sachsenburg Lage         | 4. Nov. 2024 | Hier wohnte Otto Fickert Jg. 1903 Zeuge Jehovas Seit 1934 mehrfach verhaftet KZ Sachsenburg 1939 KZ Sachsenhausen Ermordet 7.2.1940               | Familie Fickert |
|      | Mittweidaer Straße 8, Sachsenburg Lage         | 4. Nov. 2024 | Hier wohnte Herta Fickert geb. Leipelt Jg. 1909 Zeugin Jehovas Verhaftet 1937 Frauenstrafgefängnis Leipzig-Kleinmeusdorf Mit Hilfe überlebt       | Familie Fickert |
|      | Mittweidaer Straße 8, Sachsenburg Lage         | 4. Nov. 2024 | Hier wohnte Elisabeth Fickert Jg. 1929 Zeugin Jehovas Getrennt von Eltern Mit Hilfe überlebt                                                      | Familie Fickert |
|      | Mittweidaer Straße 8, Sachsenburg Lage         | 4. Nov. 2024 | Hier wohnte Otto Fickert Jg. 1930 Zeuge Jehovas Getrennt von Eltern Mit Hilfe überlebt                                                            | Familie Fickert |